# اچ‌ام‌اس ال۲۳
اچ‌ام‌اس ال۲۳ (به انگلیسی: HMS L23) یک زیردریایی است که طول آن ۲۲۸ فوت (۶۹ متر) می‌باشد. این زیردریایی در سال ۱۹۱۹ ساخته شد.